# Cheval du Vercors de Barraquand
Vous lisez un « article de qualité » labellisé en 2020.
Le cheval du Vercors de Barraquand est une race chevaline montagnarde française. Résultant d'une très ancienne sélection dans le massif du Vercors, il provient peut-être d'un petit cheptel d'animaux sélectionnés par des communautés religieuses, notamment celles établies dans l'abbaye de Léoncel. Il tient son nom de la famille Barraquand, qui développe son élevage de la fin du XIXe siècle jusqu'aux années 1950, grâce à la pratique de la transhumance. Considérée comme perdue après la faillite de l'élevage originel des Barraquand et la vente d'une partie de leurs terres en 1963, la race est en reconstitution depuis les années 1990, à l'initiative de plusieurs éleveurs et d'institutionnels locaux, en particulier la famille Barraquand, le parc naturel régional du Vercors et le Haras national d'Annecy.
La sélection conduite par Jules Barraquand a entraîné une remarquable homogénéité dans la taille et le type de ces chevaux, de taille modeste, de robe baie, réputés pour leur caractère calme et leur capacité à résister au rude climat montagnard. Jadis employé pour le transport et divers travaux de ferme, le cheval du Vercors de Barraquand est désormais surtout dévolu au tourisme équestre dans sa région d'origine. En danger critique d'extinction, la race compte environ 215 sujets en 2015. Elle est officiellement reconnue par le ministère de l'agriculture français depuis 2017.

## Étymologie et terminologie
Le nom officiel retenu le 18 juillet 2017 par le ministère français de l'agriculture pour désigner cette race de chevaux est « Cheval du Vercors de Barraquand », ce nom étant aussi celui retenu par la base de données officielle de l'Organisation des Nations unies pour l'alimentation et l'agriculture, DAD-IS.
L'usage des utilisateurs de ce cheval dans le Midi de la France a imposé le nom de la famille Barraquand pour désigner la race. Aussi, les noms « cheval du Vercors » et « Cheval (de) Barraquand » peuvent être employés de façon interchangeable. L'ouvrage de référence de CAB International (6e édition de 2020) référence la race sous le nom de « Vercors », signalant « Barraquand » comme synonyme ; le Guide Delachaux fait l'inverse, quant à celui de La France agricole (ed. de 2016), il référence bien la race sous son nom officiel de « Cheval du Vercors de Barraquand ».

## Histoire
Diverses hypothèses invérifiables circulent à propos de l'origine de ces chevaux, l'une d'elles le présentant comme un descendant du Tarpan. La thèse de l'étudiant vétérinaire Jean-Xavier Dussert, soutenue en 1946, publiée l'année suivante et consacrée à l'élevage de la famille Barraquand avec pratique de la transhumance, constitue l'unique source universitaire à propos de cette race.

### Origines

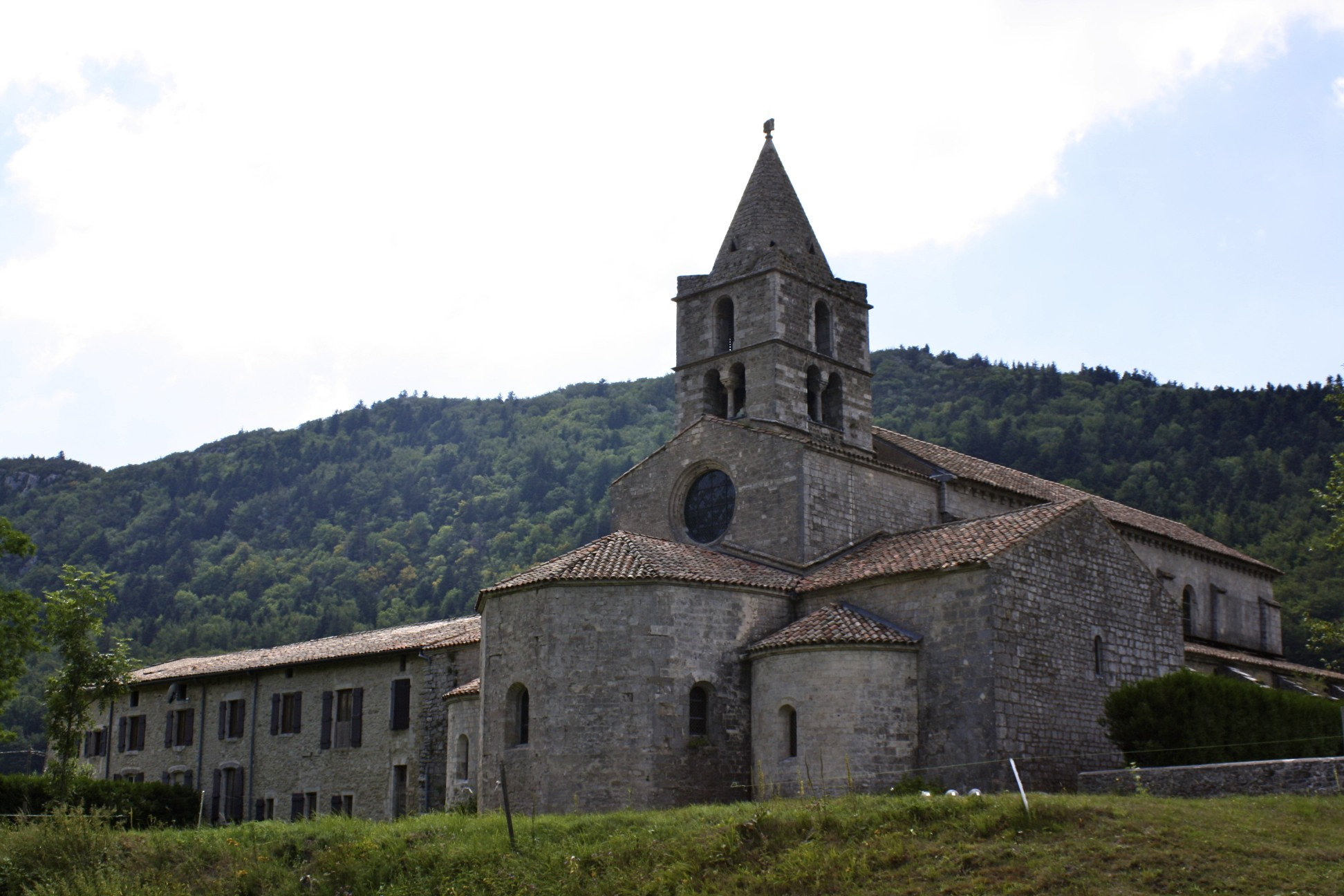
L'abbaye de Léoncel, dont les communautés monacales ont vraisemblablement contribué à la sélection de la race.

L'histoire du massif du Vercors est profondément marquée par l'installation de communautés religieuses pratiquant l'élevage et l'agriculture, à partir du Moyen Âge ; ces communautés ont probablement sélectionné les ancêtres de la race de chevaux locale actuelle,,. Dom Périer, prieur de l'abbaye de Léoncel à qui l'on doit la première trace écrite mentionnant cette race, suggère en 1760 la création d'un haras sur le plateau d'Ambel, ce qui lui est refusé en raison de ses actions passées de déboisement, controversées. D'après la plaquette de l'association du cheval du Vercors de Barraquand, il écrit que « Depuis des temps immémoriaux, on avait connu dans les montagnes du Vercors une race de chevaux trapus, rustiques et parfaitement adaptés à la nature du terrain montagneux accidenté et au rude climat »,,,.
Les chevaux semblent alors peu nombreux dans cette région. Ils servent d'animaux de transport, de travail aux champs et fournissent de la viande. 
Bien que le nombre de chevaux s'accroisse très fortement entre 1836 et 1921 à Creyers (avec une réduction du nombre d'ânes et de mulets), à la fin du XIXe, les petits chevaux de montagne commencent à disparaître face à la concurrence des races de trait lourd utilisées dans les plaines, en parallèle d'une déprise agricole motivée par les rigueurs du climat et d'un engouement pour l'élevage bovin, plus rémunérateur,.

### Influence de la famille Barraquand
La race naît véritablement à la fin du XIXe siècle. Le développement de l'élevage prend un nouvel élan jusque durant la première moitié du XXe siècle, sous l'impulsion d'une famille d'éleveurs originaire du Vercors (possédant des terres sur l'actuelle commune d'Omblèze), la famille Barraquand,,. Jules Barraquand, en particulier, est considéré comme le fondateur de la race. En 1894, alors qu'il est un jeune métayer âgé de quatorze ans, il crée son troupeau à partir d'un étalon et de six juments locaux,,. Une sélection sévère entraîne l’homogénéisation du type des chevaux. Dès l'hiver 1908, Jules Barraquand met en place des transhumances ; des centaines de chevaux traversent alors le Sud de la France le long de la vallée du Rhône, partant des estives pour passer l'hiver dans la Crau.
Grâce à son excellente gestion, en 1914, son troupeau compte 200 juments poulinières, huit étalons approuvés par les Haras nationaux, et la race prend son nom,. La Première Guerre mondiale marque un ralentissement. L'élevage redémarre ensuite, les agriculteurs et maraîchers du Vercors et du Midi adoptant ce cheval économique pour leurs petits travaux de ferme ; les chevaux dits « Barraquand » se répandent dans les fermes des villages aux alentours du chemin de transhumance. Cette période de prospérité agricole permet à la famille Barraquand d'acquérir près de 800 hectares de terres près d'Arles et dans le Vercors, à Ambel. La transhumance depuis les terres de Font d'Urle et Ambel vers les plaines du Midi, impliquant le passage de dizaines de chevaux bais le long de la vallée du Rhône, constitue une sorte de démarchage naturel des acheteurs et utilisateurs potentiels de ces chevaux, tout en marquant la mémoire des habitants. Ces chevaux jouent alors un rôle important dans l'économie locale.

### Déclin
La Seconde Guerre mondiale affecte lourdement l'élevage des Barraquand,, bien que la transhumance des chevaux attire l'attention du journaliste Merry Bromberger, qui leur consacre un article dans un numéro de Voici la France de ce mois en juillet 1941. Fond d'Urle et Ambel sont occupés par des réfractaires au service du travail obligatoire et les bâtiments fermiers sont incendiés par les Allemands. Jules Barraquand étant décédé, son fils Frédéric reprend l'entreprise familiale avec difficultés, sa ferme d'Ambel ayant été détruite, et les chevaux réquisitionnés puis dispersés par les Allemands,. 
Cette population de 150 chevaux attire l'attention de l'étudiant vétérinaire Jean-Xavier Dussert qui, après avoir vu un reportage consacré à leur transhumance, leur consacre sa thèse soutenue en 1946 et suggère le développement d'une véritable race « alpine »,. 
Durant les années 1950, le commerce des chevaux décline avec la motorisation de l'agriculture,. L'année 1954 correspond à la dernière transhumance. L'élevage de la famille Barraquand entre en déficit, les ventes s'effondrent à la fin des années 1950. Frédéric Barraquand vend ses terres et finit par dissoudre son élevage en 1963. En l'absence de traçabilité des chevaux, la race est considérée comme disparue.

### Sauvegarde

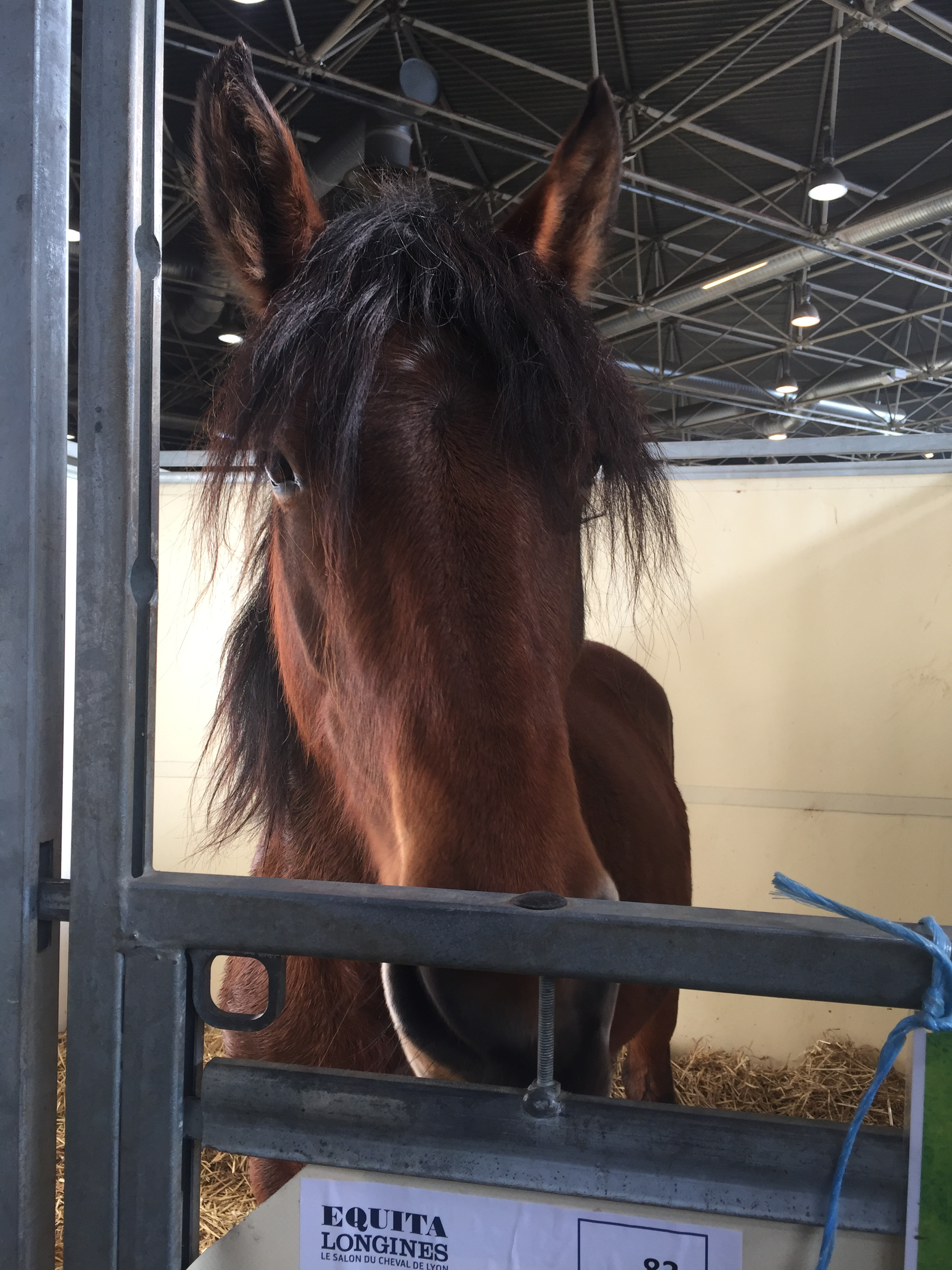
Cheval du Vercors de Barraquand au salon Equita'Lyon de 2018, France.

Ce cheval attire de nouveau l'attention à la fin du XXe siècle, grâce aux initiatives de passionnés, notamment celle de Jean-Louis Barraquand, petit-fils de Jules Barraquand. En partant de trois juments et d'un étalon, il entreprend (depuis 1988,, ou 1994) la reconstitution du troupeau de son élevage familial à Arles, et relance les transhumances,. Ces éleveurs sont rejoints par les fermes équestres du Vercors, puis par le parc naturel régional du Vercors qui, via le Haras national d'Annecy, souhaite relancer le cheval du Vercors de Barraquand parallèlement au sauvetage des bovins de race Villard-de-Lans. En 1997, 51 chevaux (dont 3 étalons, 27 poulinières et 21 poulains) sont recensés comme conformes au type de la race.
Un programme de sauvegarde voit le jour en 1995, en prenant pour cheptel souche les chevaux de la famille Barraquand, dans la Crau. Une association loi de 1901 destinée à la sauvegarde de la race du cheval du Vercors, composée initialement d'une dizaine de personnes, voit le jour en février la même année, en collaboration avec l'Association pour la promotion des agriculteurs du parc du Vercors,. Les premiers poulains affiliés à ce programme d'élevage financé par le Parc naissent en 1996. Une autre association, l'« Association française des éleveurs du cheval Barraquand », est créée en 2001 (d'après le site web officiel) ou en 2006 (d'après les documents enregistrés en préfecture) à Arles, en raison de divergences d'opinions entre les éleveurs investis dans la relance de ce cheval. Elle est dissoute en 2015. 
L'objectif des éleveurs est d'obtenir la reconnaissance de la race par les Haras nationaux (devenus l'Institut français du cheval et de l'équitation, IFCE), condition nécessaire à son maintien. L'assouplissement du cahier des charges en 2014, puis la fusion des deux associations du cheval du Vercors et du cheval Barraquand en une seule association « du cheval du Vercors de Barraquand », permettent cette reconnaissance officielle,,. Le « cheval du Vercors de Barraquand » est reconnu sur décret du ministère de l'agriculture français le 18 juillet 2017, en tant que « race territoriale ».
André Barbara, délégué national aux races de chevaux de territoire à l'IFCE, explique avoir travaillé à la définition du standard de la race en comparant les chevaux de la région du Vercors à ceux de la Crau, et en constatant leur proximité phénotypique. Le stud-book est établi avec des données sur six générations de chevaux, et entre 250 et 300 animaux répertoriés, officiellement en 2017. La race est représentée à la fête du Bleu du Vercors de Sassenage en août 2015, puis pour la première fois au Salon international de l'agriculture de Paris en février 2018, par l'étalon Athos (8 ans) et la jument Vicky. En juillet 2019, elle est autorisée à participer à la « Route Eiffel », une randonnée équestre urbaine rejoignant Paris, ouverte aux races de chevaux de territoire françaises.

## Description

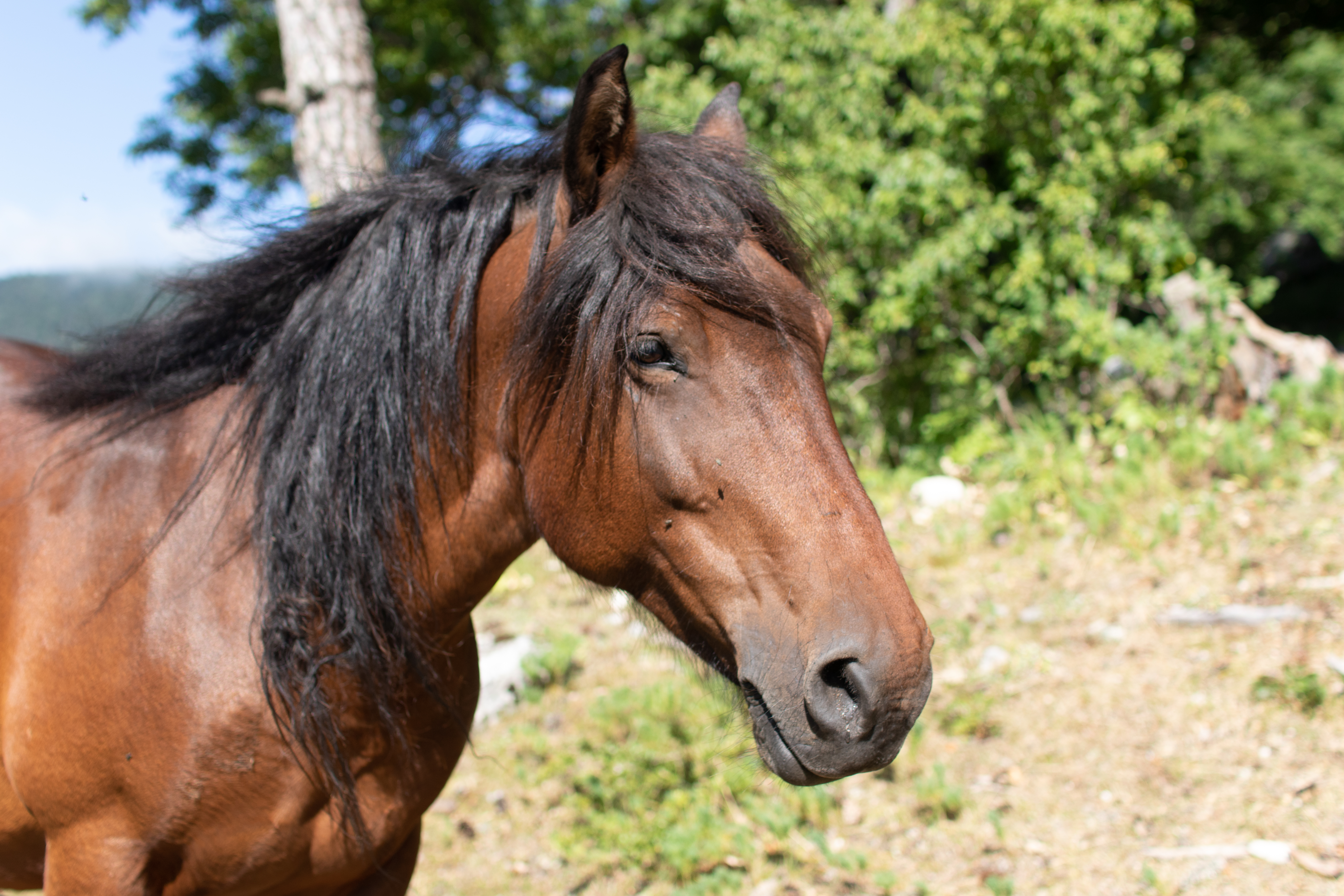
Tête d'un cheval du Vercors de Barraquand

Le standard de la race est validé officiellement par une commission d'élevage le 10 décembre 2015. De type médioligne, le cheval du Vercors de Barraquand est très proche du cheval d'Auvergne (en raison d'échanges de reproducteurs par le passé), au point que certains spécialistes souhaitent le considérer comme un type de cette dernière race,. Il est également proche du Mérens et du cheval de Castillon.

### Taille et poids
Il mesure idéalement, d'après ses éleveurs, de 1,45 m à 1,55 m, pour une moyenne de 1,50 m, et un poids de 400 à 500 kg,. La base de données officielle de la FAO, DAD-IS, indique une taille moyenne de 1,50 m pour un poids médian de 500 kg. Les sources de l'époque de la famille Barraquand évoquent une taille et un poids légèrement supérieurs.

### Morphologie

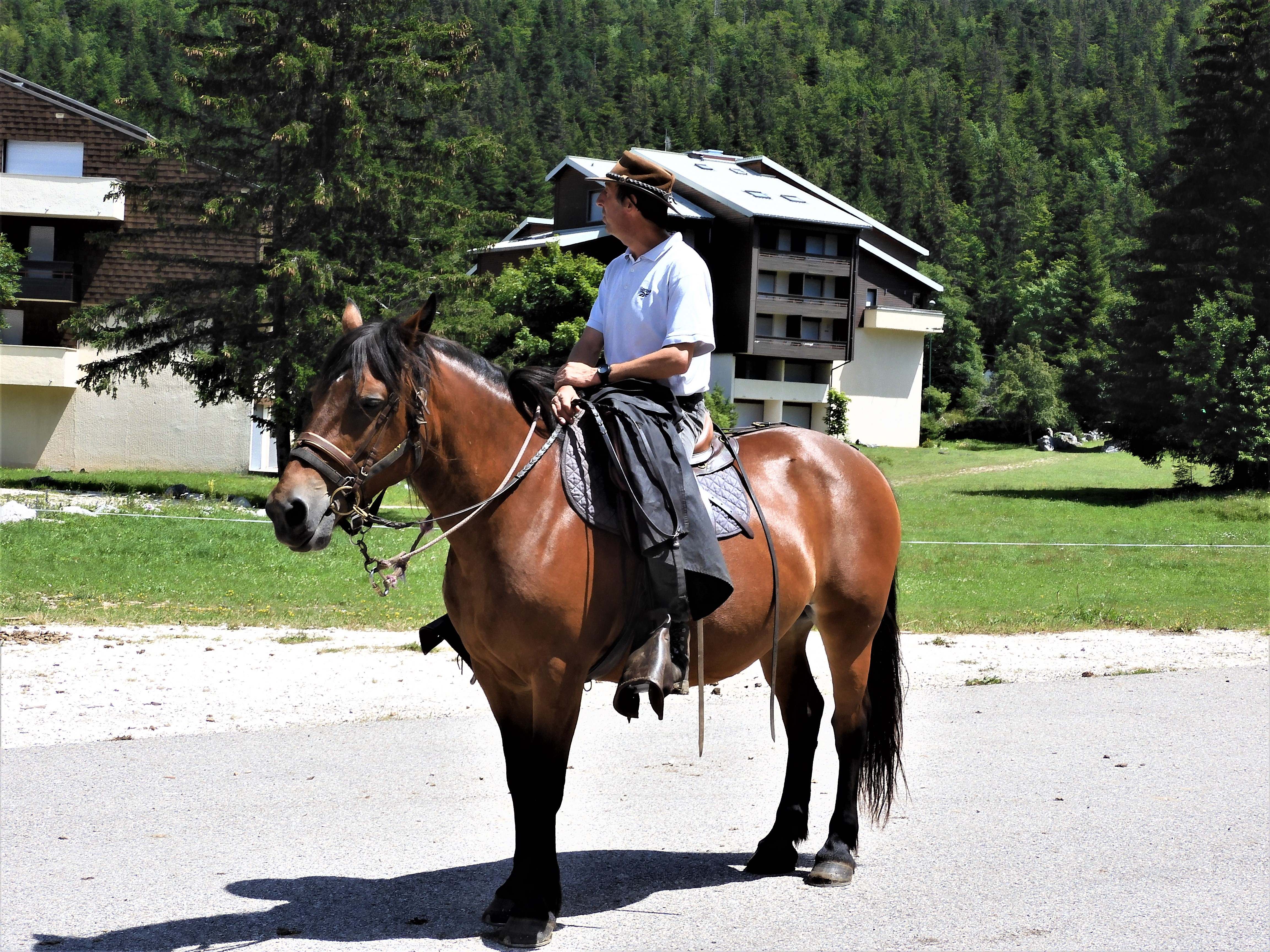
Sylain Piltant sur Utopia aux écuries de Corrençon (juillet 2021)

L'impression générale est celle d'un cheval solide et charpenté, mais non lourd, dont le type, polymorphe, varie du cheval de selle au cheval de trait léger,. Malgré cette variabilité de type, les chevaux présentent une remarquable homogénéité phénotypique. 
La tête, recherchée expressive et proportionnée,, est assez petite, avec un front large, un chanfrein rectiligne, et un « œil doux et maquillé » de couleur fauve, recherché expressif. Les naseaux sont souples et larges ; la tête est surmontée de petites oreilles, idéalement en forme de croissant de lune, et bien fournies de poils à l'intérieur.
L'attache de tête est légère, l'encolure recherchée musclée et « correctement orientée » (pas d'encolure de cerf),. La crinière et la queue sont recherchées abondantes, longues et ondulées,, ; d'après le président de l’association de race Sylvain Piltant, ces crins fournis permettent aux animaux de mieux résister aux intempéries, et d'éviter de subir des crevasses dans la neige. La crinière est souhaitée double. Les tissus doivent être fins et soyeux.
Le garrot est peu sorti. Le poitrail est profond et ouvert, l'épaule longue, inclinée et musclée ; le dos et les reins sont courts, larges et puissants, bien soutenus,. La ligne de dos est réputée de bonne qualité, avec une attache de reins très forte. Les flancs sont pleins et descendus. La croupe est rebondie, puissante, longue et large, musclée, double, et « en pupitre », soit légèrement inclinée, avec une queue attachée haut,. Les membres sont bien articulés, secs et musclés, solides, avec des canons courts et une présence de fanons. Les pieds sont assez petits et très solides.

### Robe

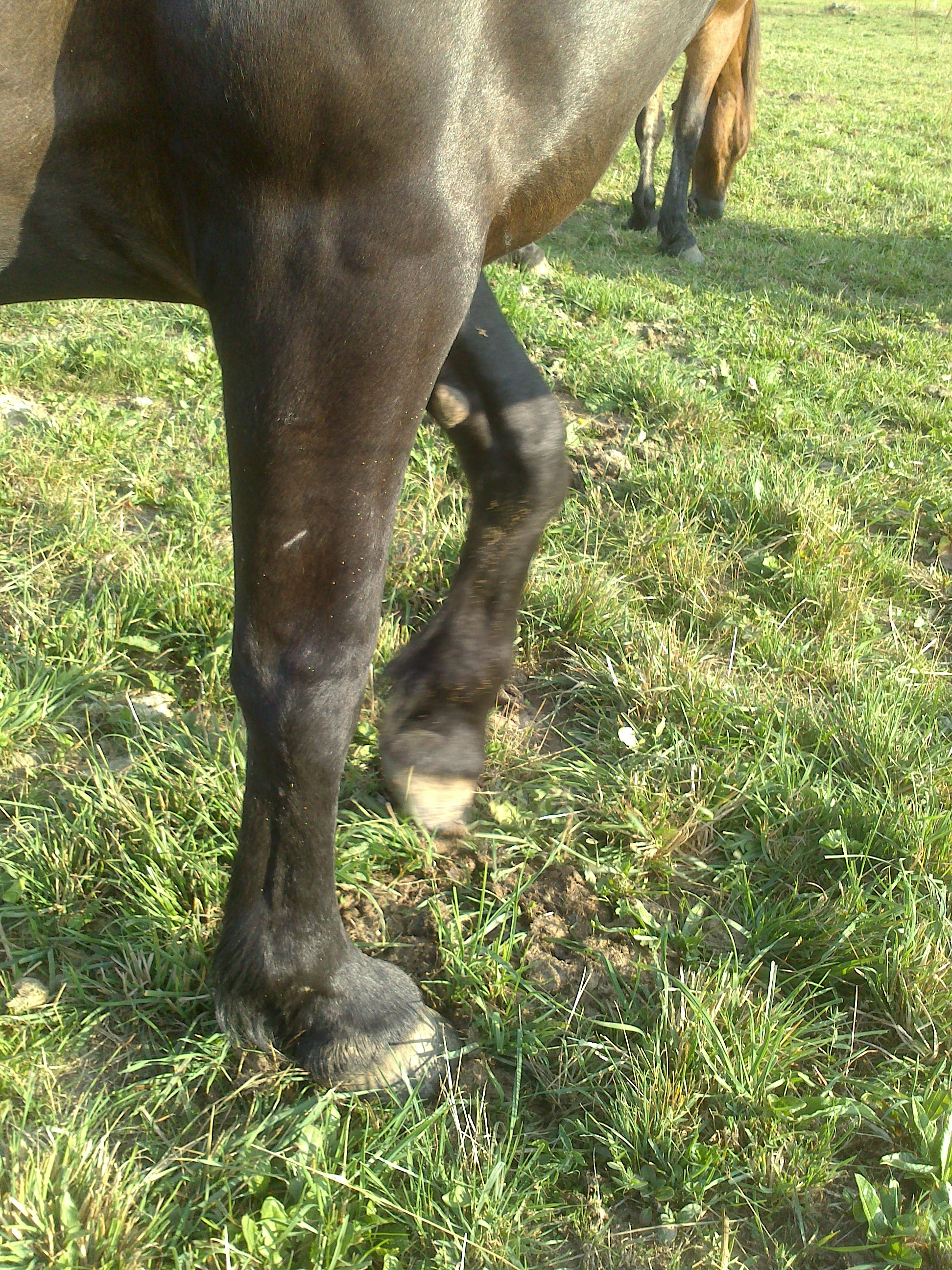
Détail des membres sans balzanes à fanons avec châtaigne apparente, caractéristiques typiques du cheval de montagne.

Seule une robe foncée très caractéristique, sous toutes les nuances du bai, est autorisée,. La présence de balzanes ou de toute autre marque blanche sur les membres est éliminatoire,. Le cheval du Vercors de Barraquand possède parfois quelques marques en tête, de petite taille, qui ne doivent pas dépasser la ligne inférieure des yeux,. Le bout du nez doit être de tons gris ou beiges, le nez de renard (décoloration beige) étant accepté.
L'éleveuse Marion Forestier justifie la recherche de chevaux sans marques blanches par la résistance aux « coups de soleil sur les hauts plateaux nus ». Le marquage noir des membres est souhaité haut, des membres bringés (à l'aspect marbrés) étant appréciés, de même que le mélange de crins noirs et fauves,. Les sabots sont dotés d'une corne de couleur noire.

### Tempérament et entretien

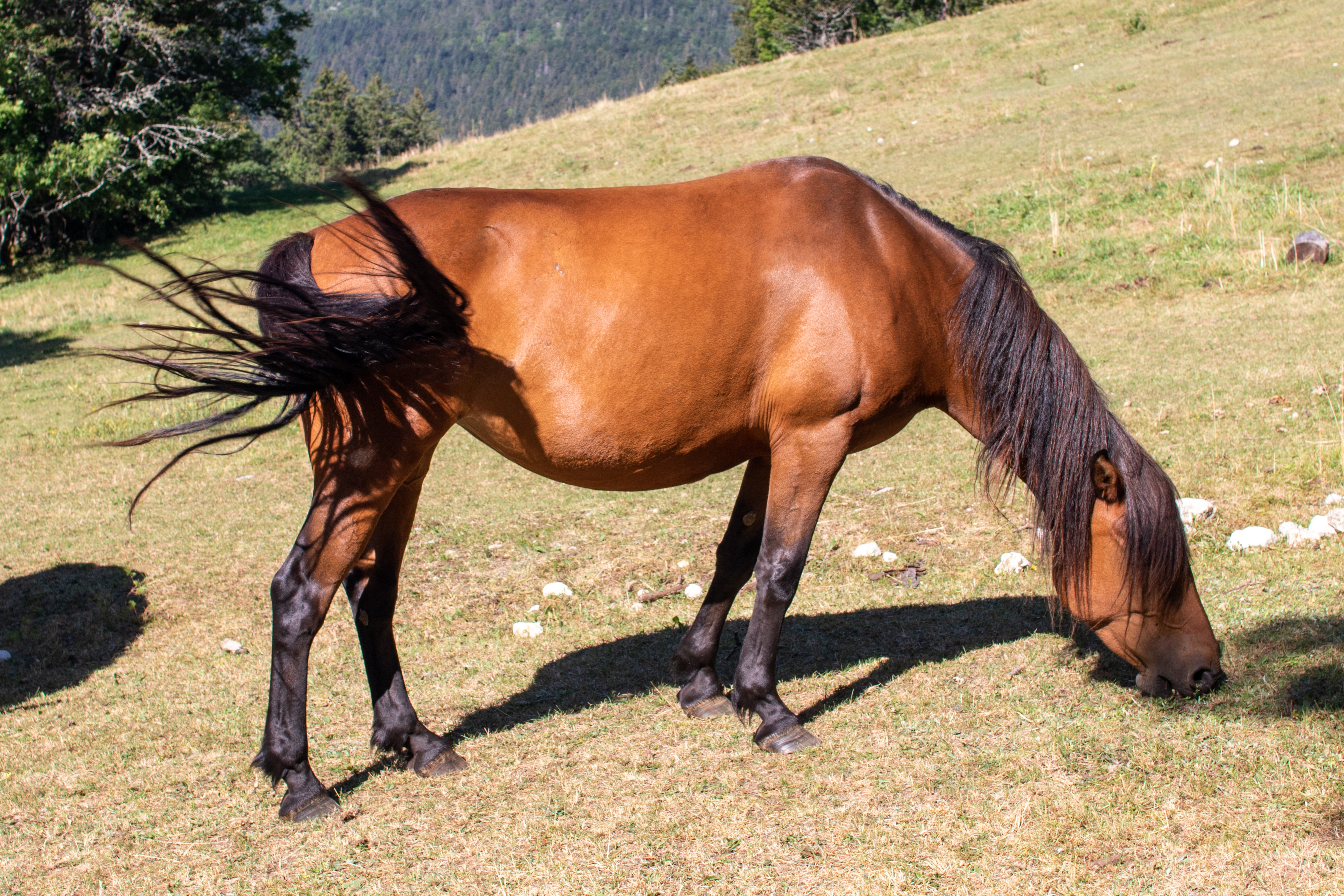
Jument poulinière à l'estive sur le plateau du Vercors.

Réputé solide et docile, le cheval du Vercors de Barraquand est généralement élevé de manière extensive, en système transhumant (alternance entre quartiers d'hivernage et mise à l'estive) au plein air toute l'année, ce qui permet notamment aux poulains de s'exercer sur des sols accidentés, et d'acquérir un pied sûr. Sociable, rustique et très résistant, en particulier sur le plan alimentaire, il est adapté au climat montagnard de sa région,. Historiquement, les poulains nés en liberté étaient capturés au lasso, puis dressés facilement, grâce à leur caractère naturellement sociable. Les allures sont recherchées souples et énergiques.

### Sélection
La race est gérée par l'Association nationale du cheval du Vercors de Barraquand, présidée par Sylvain Piltant, qui en a porté le dossier de reconnaissance auprès du ministère de l'agriculture. L'orientation de la sélection vise à conserver la rusticité, tout en recherchant une certaine élégance des formes et un caractère agréable. Dans ce but, la vie en troupeau est préconisée afin de garantir l'équilibre et la sociabilité des chevaux.
En 2019, l'inscription des sujets au stud-book de la race s'effectue à titre initial, en fonction du respect du standard. La principale contrainte de sélection réside dans la gestion de la consanguinité.

## Utilisations

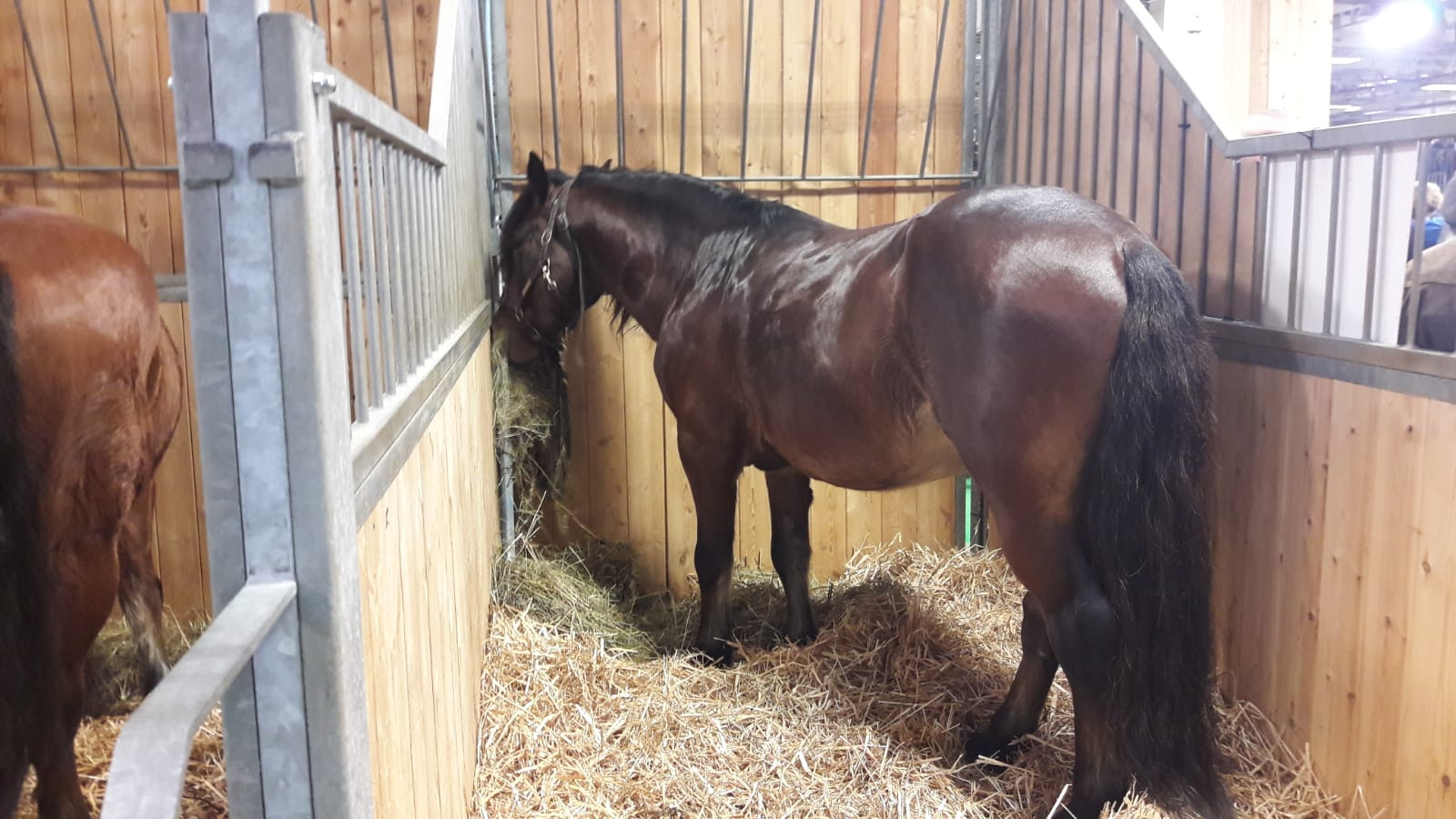
Cheval du Vercors de Barraquand au salon international de l'agriculture de 2019, à Paris.

À l'origine employé au labour, au débardage ou pour d'autres travaux agricoles et forestiers,, le cheval du Vercors de Barraquand tend à se rapprocher du cheval de selle de par son usage comme monture de loisirs et de randonnée,. Il est polyvalent : comme tous les chevaux de montagne d'Europe dits « à deux fins », il peut indifféremment être monté, attelé ou bâté,. 
Ses éleveurs le promeuvent pour la randonnée dans son berceau d'élevage, les montagnes du Vercors, où il peut répondre à la demande du secteur du tourisme équestre et a l'avantage d'avoir un pied adapté au relief,. Le recours à un cheval local forme en effet un argument touristique tout à la fois commercial, sécuritaire et identitaire.
Ce cheval convient aussi à l'attelage, aux TREC et pour le ski joëring, qui nécessite des chevaux ne craignant pas le froid,. D'après Cheval Magazine, il constitue une bonne monture pour une découverte de l'équitation sportive, permettant de s'initier au saut d'obstacles et au concours complet d'équitation, jusqu'au niveau de compétition « Club » (plus bas niveau de compétition dans le système français).
Le cheval du Vercors de Barraquand peut être élevé de manière extensive en complément de bovins ou d'ovins, et devenir un outil de gestion de l'espace montagnard : il a en effet l'avantage d'être moins lourd que les chevaux de trait, et donc de moins abîmer le sol par piétinement,. L'association de race le recommande aussi pour débarder le bois. La traction de traîneaux-taxis dans les stations de ski en hiver est évoquée comme un débouché possible. 
En 2012, la plupart des chevaux nés en élevage sont destinés eux-mêmes à l’élevage ou bien acquis par des centres équestres, l'attelage restant peu développé.

## Diffusion de l'élevage

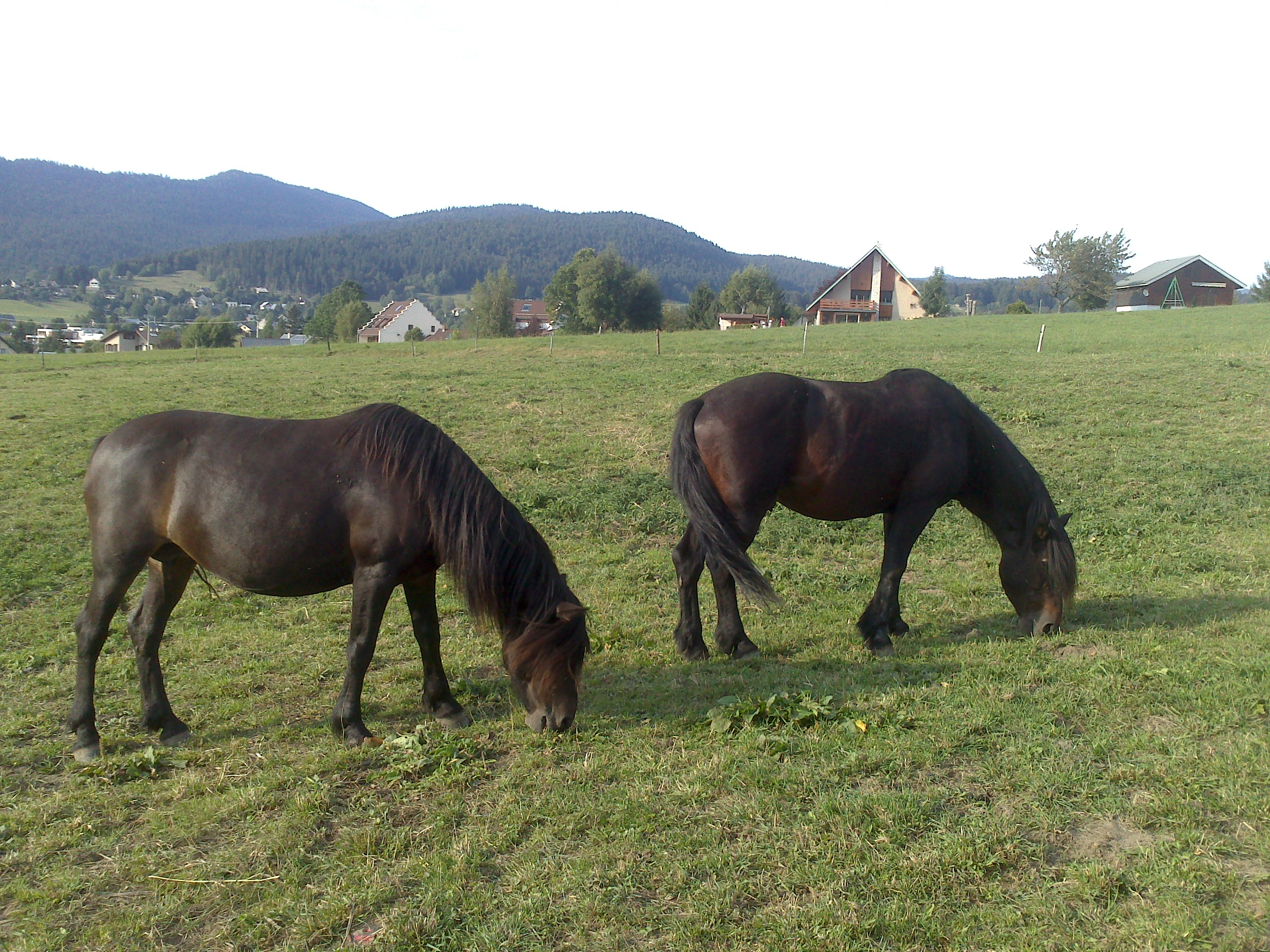
Les montagnes du Vercors, biotope historique de la race.

DAD-IS classe le cheval du Vercors de Barraquand parmi les races de chevaux locales natives de France, en danger critique d'extinction et faisant l'objet de mesures de protection sur site (2020). En 2023, il est considéré par l'Institut national de recherche pour l'agriculture, l'alimentation et l'environnement (INRAE) comme une race chevaline française menacée d'extinction.
Constituant l'une des races de chevaux françaises les plus confidentielles et les plus rares, il a la particularité d'avoir un double berceau de race, le plateau du Vercors et la plaine de la Crau, en raison de la pratique de la transhumance entre ces deux biotopes,,. La région du massif du Vercors est située sur les départements français de la Drôme et de l'Isère : ce cheval y est considéré comme un patrimoine régional, il s'agit en effet de la seule race de chevaux propre à l'ancienne région française de Rhône-Alpes. Le concours national de race se tient chaque année à Corrençon-en-Vercors. En plus de l'association nationale française de la race, le parc naturel régional du Vercors et l'Association pour la Promotion des Agriculteurs du Parc conduisent des actions en faveur de la préservation et de la promotion de cette race locale.
En 2010, d'après l'article de la journaliste Marion Frison pour Isère magazine, on comptait un peu plus d'une centaine de chevaux du Vercors et une dizaine d’éleveurs le faisant naître. En 2014, le Guide Delachaux estime ce cheptel à 150 chevaux, pour une dizaine d'éleveurs également. Les données de DAD-IS indiquent un cheptel de 215 chevaux en 2015 ; celles collectées par Amélie Tsaag Valren auprès de l'association de race en fin d'année 2015 donnent environ 200 sujets, soulignant la difficulté d'obtenir des statistiques fiables avant la reconnaissance officielle de la race.
Toutes les naissances de chevaux appartenant à la race sont enregistrées depuis 1996, soit 323 naissances entre 1996 et 2017. En 2019, d'après l'article d'Ariane Fornia, une vingtaine de poulains inscriptibles au stud-book du cheval du Vercors de Barraquand sont nés.
| Année                  | 2010  | 2013 | 2014  | 2015       | 2017 | 2019 |
| ---------------------- | ----- | ---- | ----- | ---------- | ---- | ---- |
| Nombre de chevaux      | ~ 100 |      | ~ 150 | 200 ou 215 | 206  |      |
| Naissances de poulains |       | 8    | 10    | 11         | 17   | ~ 20 |

## Dans la culture
La race est présentée le 30 janvier 2019 sur la chaîne de télévision française France 3, dans l'émission documentaire Des racines et des ailes, dans le cadre de l'épisode « Passion patrimoine : Sur les sentiers du Dauphiné ».
L'écrivain et poète Ahmed Kalouaz cite le cheval du Vercors de Barraquand dans son roman Sur le bout de la langue, publié en août 2019.

### Note
1. ↑  Cette phrase ne figure pas dans la première lettre de Dom Périer citée par Wullschleger 1991, p. 51-55.

#### Articles de recherche
- [Wullschleger 1991] Michel Wullschleger, « Éleveurs et forestiers en Vercors occidental aux XVIIIe et XIXe siècles », Le Monde alpin et rhodanien. Revue régionale d’ethnologie, vol. 19, no 1,‎ 1991, p. 43–82 (DOI 10.3406/mar.1991.1447, lire en ligne, consulté le 2 juillet 2020)

#### Articles de presse spécialisée
- [Durand 2017] François Durand, « Le cheval du Vercors de Barraquand : le patrimoine de toute une région », Sabots, no 77,‎ février 2017, p. 44-47
- [Fornia 2019] Ariane Fornia, « le cheval du Vercors, la grande évasion alpine », Cheval Magazine, no 572,‎ juillet 2019, p. 96-99
- [Fugain 2011] Clémence Fugain, « Trois races en quête de reconnaissance », Cheval Magazine, no 477,‎ aout 2011, p. 46-47
- [Frison 2012] Marion Frison, « L'agriculture au secours du patrimoine », Isère magazine, no 125,‎ mars 2012, p. 28 (lire en ligne)
- [Tsaag Valren 2017] Amélie Tsaag Valren, « Le cheval du Vercors officiellement reconnu ! », Cheval Savoir,‎ août 2017 (lire en ligne)
- [Thierry 2018] Marie-Anaïs Thierry, « Le cheval du Vercors de Barraquand », Cheval Magazine, no 555,‎ février 2018, p. 36-39